# Berecz János (politikus)
Berecz János (Ibrány, 1930. szeptember 18. – Budapest, 2022. július 7.) magyar politikus a Kádár-rendszerben. Az 1980-as években vezető tisztségviselő, MSZMP KB tagja, az állampárt ideológiai és propagandaügyekkel foglalkozó KB-titkára, ekkoriban egyik legbefolyásosabb politikusa, 1987-ben a Politikai Bizottság tagja. A rendszerváltás előtt az MSZMP reformkommunista szárnyával, így Pozsgay Imre körével szemben az egypártrendszer fenntartásáért küzdő pártvonal egyik vezetője. A rendszerváltás idején az MSZP helyett Grósz Károllyal együtt a marxista–leninista elvek mellett kitartó, újjáalakuló MSZMP-be lépett be.
A nevéhez fűződik a Kádár-korszak egyik legismertebbé vált, a szovjet beavatkozás és kádári megtorlás helyességét igazoló könyve az 1956-os forradalomról, Ellenforradalom tollal és fegyverrel 1956 címmel. Ebben az 1956-os eseményeket a külső ellenség (USA vezette kapitalista tömb) által szervezett és a belső ellenség (nyilas és horthysta elemek illetve Nagy Imre áruló csoportja) által végrehajtott ellenforradalomként mutatja be, amelynek végső célja a második világháború előtti úri világ restaurációja, Magyarország szovjetbarát, szocialista rendszerének megdöntése volt.

## Fiatalkora, tanulmányai
1930-ban született a Szabolcs vármegyei Ibrány községben, szegény családban. Gimnáziumi tanulmányait a Sárospataki Református Kollégiumban végezte, az utolsó évre Sátoraljaújhelyre ment, ott érettségizett. 1950-ben kezdte tanulmányait a Kossuth Lajos Tudományegyetemen, de 1951-ben már a Lenin Intézet hallgatója, ahol 1955-ben végzett. Ezeken kívül az SZKP Központi Bizottságának Társadalomtudományi Akadémiájára járt 1963 és 1966 között.

## Pályája a Kádár-rendszer alatt
Politikai pályafutását már korán, 1955-ben a DISZ munkatársaként kezdte, majd annak utódában, a KISZ-ben folytatta. 1959-ben már a KISZ Központi Bizottsága (KB) egyetemi és főiskolai osztályának vezetője lett, e posztot 1963-ig töltötte be. Ezután pártkáderként a moszkvai pártakadémián tanult. Hazatérve, 1967 után a Magyar Szocialista Munkáspárt külügyi bizottságának első titkárává választották meg, ezután 1972-ben az MSZMP KB külügyi osztályvezető-helyettese lett, majd 1974-től osztályvezetőként dolgozott.
1980-ban választották a KB tagjává. 1982-ben távozott az MSZMP KB külügyi osztálya éléről, és a Népszabadság főszerkesztője lett. 1985-ben újra a pártban dolgozott, a KB ideológiai és propagandaügyekkel foglalkozó titkára lett. Ebben az időszakban a párt egyik legbefolyásosabb politikusává lépett elő, Kádár János közeli bizalmasaként tartották számon. 1987-ben Kádár János ajánlására a párt legbelsőbb gyakorlati döntéshozó szervének, a Politikai Bizottságnak a tagja lett.
Külügyesként a kor számos jelentős politikusával, így Mitterranddal, Olof Palméval, Gorbacsovval, Fidel Castróval, Pham Van Donggal, Jaruzelskivel is találkozott.
1985-ben országgyűlési képviselő lett, 1989-ben az Országgyűlés Külügyi Bizottságának elnökévé választották. A rendszerváltás előtti időszakban az MSZMP reformkommunista szárnyával, Pozsgay Imre körével szemben az egypártrendszer fenntartásáért küzdő pártvonal egyik vezetője, mely nem értett egyet a reformkommunisták ellenzékkel szemben engedményekre hajló politikájával, igyekezett meggátolni az ellenzék megerősödését és a többpártrendszerhez vezető folyamatot.

## A rendszerváltás utáni pályafutása
Miután 1989-ben az MSZMP utolsó kongresszusán a hatalommegosztásra és többpártrendszerre átállás jegyében megalakult a Magyar Szocialista Párt, Berecz János nem csatlakozott, hanem a marxista-leninista elvek és a kádári szocializmus mellett kitartani kívánó kisebbséggel újjáalakított MSZMP-ben folytatta a politizálást, többek között Grósz Károllyal, Marosán Györggyel. Itt a Központi Bizottság tagja lett. 1990-ben országgyűlési képviselőjelölt, mandátumot nem szerzett. 1991-ben kilépett a pártból. 1994-ben vállalkozásba fogott, több céget vezetett. 1997-ben belépett a Magyarországi Szociáldemokrata Pártba, de 1999-ben onnan is kilépett. Ezután nyugdíjba vonult és több könyvet írt. 2004-ben jelent meg Vállalom című önéletrajzi műve. 2003-ban, szülőfalujában, Ibrányban díszpolgárrá választották.

## Ellenforradalom tollal és fegyverrel 1956 (1969)
Ellenforradalom tollal és fegyverrel 1956 címmel 1969-ben megjelent könyve az 1956-os forradalmat dolgozta fel a forradalom leverésével induló Kádár-rendszer történelmi igazolásának szellemében, a kádári hatalmi elit fiatal, feltörekvő tagjaként. A könyv alapját 36 évesen, moszkvai pártfőiskolai tanulmányainak disszertációjaként írta. 
A párt álláspontjával összhangban Berecz az 1956-os eseményeket ellenforradalomként jellemezte, a fegyveres szovjet beavatkozást és az azt követő megtorlást szükségesnek és helyesnek mutatta be. Berecz az események elsődleges kiváltójaként az antikommunista, kapitalista USA és a nyugati tömb aktív, szervezett titkosszolgálati, felforgató és propaganda-tevékenységét jelölte meg. Ahogy írja, ez lázította a belső ellenséget, a Horthy-rendszerből fennmaradt, az úri világot, nagybirtokrendszert visszaállítani igyekvő, kommunistaellenes, fasisztákat és nyilasokat is magába foglaló „reakciós elemeket” a szervezkedésre. 
A belső ellenség másik csoportja a párton belüli jobboldali opportunista elhajlók, az áruló Nagy Imre és köre volt, akik belülről gyengítették a párt vezetését, és tették lehetővé, hogy a Rákosi-féle pártvezetés hibái miatti elégedetlenség a szocialista rendszer vívmányait megdönteni akaró ellenforradalommá alakuljon. Berecz a tudományos ismeretterjesztő stílusban írt könyvben végigvette a forradalom kronológiáját, folyamatosan vegyítve a valós eseményeket és valós idézeteket a kádári rendszer legitimációjának megfelelő magyarázatokkal. 
A kádári vezetés számára kellemetlen eseményeket, tényeket (pl. Parlament előtti mészárlás, felkelés tömegtámogatása) kihagyta vagy eltorzított hangsúllyal, hangulatkeltő retorikai eszközökkel negatív megvilágításba helyezve ábrázolta: a szovjet beavatkozást kérőket „hazafinak”, „a becsületes embereknek”, míg az utcán harcolókat „bűnözőknek”, „reakciósoknak”, „ellenforradalmi bandáknak,” Nagy Imrét árulónak nevezte. A könyvet a Kádár-korszakban, bővítve, 1981-ben és 1986-ban is kiadták.

## Családja
Első felesége Lőwinger Annamária (1933–1986) volt, Heszky Erzsébet lánya. Három gyermekük született, a legidősebb, Berecz Marianne 1957. június 27-én jött a világra, diplomata. Felesége autóbalesetben életét vesztette 1986. február 4-én. Később újra megházasodott. Második felesége Sáfár Anikó színművész volt.

## Művei
- Az ifjúsági mozgalom nevelőmunkája; szerk. Berecz János, Nádor György; Tankönyvkiadó, Budapest, 1961
- Vezetés és nevelés a KISZ építőtáboraiban; szerk. Berecz János, Völgyi István; Magyar Kommunista Ifjúsági Szövetség, Budapest, 1961
- Az ifjúsági mozgalom nevelőmunkája; szerk. Berecz János, Nádor György; Tankönyvkiadó, Budapest, 1962
- Ellenforradalom tollal és fegyverrel 1956; Kossuth, Budapest, 1969
- Az életben maradáson túl. A nemzetközi osztályharc mai jellemzői; Ifjúsági Lapkiadó, Budapest, 1971 (Nemzetközi kérdések)
- Mi a csendes ellenforradalom?; Kossuth, Budapest, 1970 (Napjaink kérdései)
- Baráti szövetségben. A magyar-szovjet kapcsolatok történetéből; Kossuth, Budapest, 1972
- A szociáldemokrácia és a nemzetközi kommunista mozgalom viszonya. Az MSZMP Központi Bizottsága Politikai Akadémiája; Kossuth, Budapest, 1978
- Harc és együttműködés. A társadalmi haladásról és a nemzetközi enyhülésről; Akadémiai, Budapest, 1979
- A szocialista világrendszer; szerk. Berecz János, Kurucz István; Kossuth, Budapest, 1980
- Ellenforradalom tollal és fegyverrel. 1956; 2. bőv., jav. kiad.; Kossuth, Budapest, 1981
- Vitáink és egységünk. Hazánk a világban, pártunk a munkásmozgalomban; Akadémiai, Budapest, 1981
- Kihívások, válaszok. Magyarország a nyugtalan világban; Akadémiai, Budapest, 1983
- A néphatalom védelmében; szerk. Berecz János; Zrínyi, Budapest, 1984
- Folyamatosság és megújulás az MSZMP politikájában; Kossuth, Budapest, 1985
- Visszaemlékezések, 1956; szerk., előszó Berecz János; Zrínyi, Budapest, 1986
- A szocializmus megvédése és megújulása hazánkban; Reflektor, Budapest, 1986
- Ellenforradalom tollal és fegyverrel, 1956; 3. bőv. kiad.; Kossuth, Budapest, 1986
- Baráti szövetségben. A magyar-szovjet kapcsolatok történetéből; közread. a Magyar-Szovjet Baráti Társaság; 4. bőv. kiad.; Kossuth–MSZBT, Budapest, 1986
- Megújuló ideológiánk a változó világban. Előadói beszéd az MSZMP Központi Bizottságának 1987. november 11-i ülésén; Kossuth, Budapest, 1987
- A szocializmusról gondolkodva. Válogatott beszédek, cikkek; összeáll., sajtó alá rend. Benczúr Zsuzsa, tárgymutató Deme Péter; Kossuth, Budapest, 1988
- A jövőnkért. Fellendülést, demokráciát, szocializmust! Mire törekszik a Magyar Szocialista Munkáspárt? / Berecz János az MSZMP KB 1989. márc. 7-i ülésén elhangzott előadói beszédével; Kossuth, Budapest, 1989
- Vállalom; Budapest-Print, Budapest, 2003
- Visszanézve. Mégis vállaltam; Budapest-Print, Budapest, 2004
- Az én rendszerváltásom; Okina Bt., Budapest, 2006
- Kádár élt..., 1-4.; Duna, Budapest, 2008–2012
  - 1. "Aki nincs ellenünk..."; 2008
  - 2. "...az velünk van!". Munkatársa voltam; 2008
  - 3. Emberek, esetek, emlékek avagy Mire vadászott Kádár?; 2010
  - 4. 100 éves lenne; 2012